# بزج
بـِزَج روستایی‌است در بخش میان طالقان و یکی از مرتفع‌ترین روستاهای طالقان می‌باشد که در جوار دره شلبان بزج و آبشار شله بن واقع است. روستای بزج با روستاهای سگران و نویزک همسایه می‌باشد.
غاری به درازای ۲۵ متر به نام غار بزج در نزدیکی این روستا وجود دارد.
بیشتر مردم این روستا دامدار، کشاورز و فرهنگی می‌باشند و به زبان باستانی تاتی تکلم می‌کنند.